# …The Dandy Warhols Come Down
Albums de The Dandy Warhols
Dandy's Rule OK?
(1995) Thirteen Tales from Urban Bohemia
(2000)
…The Dandy Warhols Come Down (1997) est le deuxième album studio du groupe de rock américain The Dandy Warhols.

## Titres
1. Be-In
2. Boys Better
3. Minnesoter
4. Orange
5. I Love You
6. Not If You Were the Last Junkie on Earth
7. Every Day Should Be a Holiday
8. Good Morning
9. Whipping Tree
10. Green
11. Cool as Kim Deal
12. Hard On for Jesus
13. Pete International Airport
14. The Creep Out